# Марс (космічна програма)

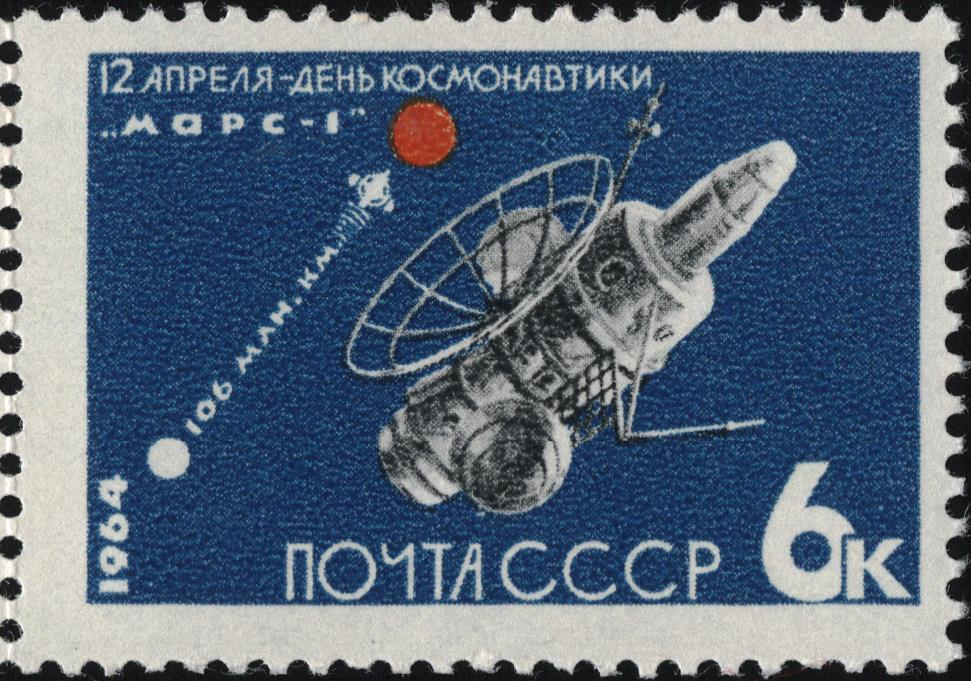
«Марс-1» на поштовій марці

«Марс» — найменування радянських міжпланетних КА, що запускаються до планети Марс починаючи з 1962 року. Спочатку був запущений «Марс-1», потім одночасно «Марс-2» і «Марс-3». У 1973 до Марса для комплексного дослідження, стартувало одразу чотири КА («Марс-4», «Марс-5», «Марс-6», „Марс-7). Запуски КА серії «Марс» здійснювалися РН Молнія («Марс-1») і РН «Протон» з додатковим 4-м ступенем («Марс-2»-“Марс-7").

## Дослідження Марса
Радянські автоматичні станції виконали прямі дослідження марсіанської атмосфери і провели ряд астрофізичних досліджень космосу.

## Серії КА
• М-60 — проєкт станції був розроблений в 1959—1960 р. ОКБ-1. 2 запуски були невдалими.
- «Марс-1» — проєкт станції був розроблений в ОКБ-1. Запущено 1 листопада 1962 року.
- «М-69» — проєкт з двох КА, розроблені в НВО ім. Лавочкіна призначені для дослідження Марса з орбіти штучного супутника, не були виведені на міжпланетні траєкторії через аварію РН «Протон».
- «М-71» (Марс-2, 3) — станції третього покоління з трьох КА «Марс», призначена для дослідження Марса як з орбіти, так безпосередньо з поверхні планети. Для цього АМС мала у своєму складі посадковий модуль. Проєкти станцій розроблені в НВО ім. Лавочкіна. Запущені 19 і 28 травня 1971 року.
- «Марс-4, 5,6,7» — станції були розроблені в НВО ім. Лавочкіна. Для комплексного дослідження Марса. Метою польоту було: визначення фізичних характеристик ґрунту, властивостей поверхневої породи, експериментальна перевірка можливості отримання телевізійних зображень тощо. Запущені 21, 25 липня і 5, 9 серпня 1973 року.

## Хронологія
| Місії      | Запуск           | Прибуття на Марс  | Кінець місії      | Тип місії       | Результат |
| ---------- | ---------------- | ----------------- | ----------------- | --------------- | --- |
| Марс-1М №1 | 10 жовтня 1960   |                   | 10 жовтня 1960    | Обліт           | Аварія під час запуску                                                                                          |
| Марс-1М №2 | 14 жовтня 1960   |                   | 14 жовтня 1960    | Обліт           | Аварія під час запуску                                                                                          |
| Марс 1962А | 24 жовтня 1962   |                   | 24 жовтня 1962    | Обліт           | Аварія невдовзі після запуску                                                                                   |
| Марс-1     | 1 листопада 1962 |                   | 21 березня 1963   | Обліт           | Частковий успіх: отримані деякі дані, але контакт був втрачений до досягнення Марса, обліт приблизно 193,000 км |
| Марс 1962B | 4 листопада 1962 |                   | 19 січня 1963     | Спускний апарат | Невдача (не зміг вийти на орбіту Землі)                                                                         |
| Марс 1969А | 27 березня 1969  |                   | 27 березня 1969   | Орбітальний     | Аварія під час запуску                                                                                          |
| Марс 1969В | 2 квітня 1969    |                   | 2 квітня 1969     | Орбітальний     | Аварія під час запуску                                                                                          |
| Космос-419 | 10 травня 1971   |                   | 12 травня 1971    | Орбітальний     | Аварія під час запуску                                                                                          |
| Марс-2     | 19 травня 1971   | 27 листопада 1971 | 22 серпня 1972    | Орбітальний     | Успішно |
| Марс-2     | 19 травня 1971   | 27 листопада 1971 | 27 листопада 1971 | Спускний апарат | Невдача, апарат розбився на поверхні Марса                                                                      |
| Марс-3     | 28 травня 1971   | 2 грудня 1971     | 22 серпня 1972    | Орбітальний     | Успішно |
| Марс-3     | 28 травня 1971   | 2 грудня 1971     | 2 грудня 1971     | Спускний апарат | Частковий успіх. Перше вдале приземлення; відбулась м'яка посадка, проте, через 15 секунд зв'язок був втрачений |
| Марс-4     | 21 липня 1973    | 10 лютого 1974    | 10 лютого 1974    | Орбітальний     | Частковий успіх (не вийшов на орбіту, здійснив близький обліт)                                                  |
| Марс-5     | 25 липня 1973    | 2 лютого 1974     | 21 лютого 1974    | Орбітальний     | Частковий успіх. Апарат вийшов на орбіту і надіслав дані, проте був втрачений через 9 днів.                     |
| Марс-6     | 5 серпня 1973    | 12 березня 1974   | 12 березня 1974   | Спускний апарат | Частковий успіх. Отримані дані під час спуску, проте не після приземлення на Марс                               |
| Марс-7     | 9 серпня 1973    | 9 березня 1974    | 9 березня 1974    | Спускний апарат | Невдача. Передчасне відокремлення спускного апарата                                                             |